# Перепис населення Естонії 1934 року
Перепис 1934 року (ест. Eesti 1934. aasta rahvaloendus) — перепис населення, проведений в Естонії 1 березня 1934 року.
Згідно з даними перепису, в Естонії проживало 1 126 413 жителів, з них 349 826 (31,1 %) — у містах і 767 535 — у сільській місцевості.